# 9 (película de 2009)
9 (titulada Nueve en Hispanoamérica y Número 9 en España) es una película animada estadounidense de acción y fantasía de 2009 dirigida por Shane Acker y producida por Tim Burton y Timur Bekmambetov. Está basada en el cortometraje homónimo nominado al Óscar dirigido por Acker.
La historia sigue a 9, que cuando llega a la vida se encuentra en un mundo postapocalíptico, en el que los humanos se extinguieron, y una pequeña comunidad de seres como 9 se esconden de unas terribles máquinas que dominan la Tierra y quieren destruirlos. A pesar de ser el nuevo del grupo, 9 los convence de que esconderse no es nada bueno. Si quieren sobrevivir, deben luchar, pero para eso necesitan averiguar por qué las máquinas quieren destruirlos en primer lugar. Cuando lo logren, el futuro de la civilización podrá depender de ellos. Los autores se basaron, en gran parte, en las tipologías del eneagrama para recrear sus personajes[cita requerida]. Por ejemplo, y con el único fin de mostrar la asociación de los egos del sistema del eneagrama con los 9 protagonistas de la película, se pueden apreciar el espíritu mediador de 9, la fuerza de 8, los miedos representados en la tartamudez de 6, la objetividad de 5, el resentimiento de 1 o la benevolencia de 2[cita requerida]. Todos estos son rasgos y características específicas del sentir, pensar y hacer de los nueve eneatipos caracterológicos del sistema eneagramático[cita requerida].
La película se estrenó en Estados Unidos el 9 de septiembre de 2009 (9 del 9 de 2009) y en México el 23 de octubre del mismo año.

## Sinopsis
Después de la Gran Guerra Mundial, en un periodo de pobreza, un país trata de recuperarse. El dictador del país, conocido como el "Canciller", le da a un científico, un juguetero retirado, la tarea de crear una máquina que ayude al país a salir del estado de pobreza en el que se encuentra. El científico comienza a crear el BRAIN (Binario Reactivo Artificialmente Inteligente Neurocircuito), un cerebro artificial cuya fuente de poder es un talismán diminuto que se inserta en una abertura de la máquina. El Canciller manda a sus hombres a que le roben la máquina al científico. La máquina cae en manos del Canciller y esta es modificada y convertida en la máquina de fabricación, una gigantesca máquina con forma arácnida que el dictador anuncia como "una herramienta de progreso capaz de crear otras máquinas para hacerles la vida más fácil a las personas", cuando en realidad la usa como una herramienta de guerra. El Canciller obliga a la máquina a trabajar incesantemente hasta que ésta, al alcanzar la singularidad tecnológica, da la orden a las máquinas que crea de acabar con todo ser vivo. El Canciller muere junto con muchas otras personas. El científico se une a un grupo de personas que luchan contra las máquinas, y que logran arrebatarle a la máquina de fabricación el talismán. Los seres vivos de la Tierra comienzan a morir víctimas del gas venenoso que despiden las máquinas, así que el científico estudia alquimia, modifica el talismán y crea el dispositivo de transferencia de alma, el cual usa para darle vida uno por uno a unos muñecos de trapo humanoides para que la vida pueda continuar. Sin su fuente de poder, la máquina de fabricación comienza a desactivarse, pero antes crea a la bestia gato, una máquina robótica para que recupere el talismán y active a la máquina.
La película comienza cuando el último muñeco, 9, despierta.
9, incapaz de hablar, recorre el laboratorio y encuentra el talismán del científico, el cual guarda en la abertura de su cuerpo bajo el cierre. También observa al cadáver del científico tirado en el suelo. Trepa hacia la ventana, la abre y ve un terrorífico escenario postapocalíptico, y a alguien tirado en el suelo. Rápidamente sale a ver quién es, sin darse cuenta de que había una caja al lado del cadáver del científico, la cual decía "9".
No mucho después de salir del edificio encuentra a 2, otro muñeco de trapo que se hace su amigo y además le inserta un dispositivo de sonido, haciéndolo capaz de hablar. 9 le da el talismán a 2, y éste dice que 6 siempre está dibujando los símbolos del talismán. 2 le dice a 9 que hay más seres como ellos (1, 3, 4, 5, 6, 7 y 8), cuando 2 se percata de la presencia de alguien y manda a 9 esconderse en un tubo. La bestia gato, un robot de forma felina, ataca a 2 y le quita a talismán. La bestia gato comienza a buscar en el tubo donde se escondió 9 y casi le arranca el brazo, pero 2 le tira una piedra para salvar la vida de 9, y la bestia lo muerde y lleva a 2 a una fábrica en la distancia, y 9 cae inconsciente. Mientras tanto, 5, otro muñeco de trapo, observa la escena con un pequeño telescopio desde una torre alejada.
9 despierta nuevamente, y ve a 5 a su lado, quien le arregló el brazo. Mientras explica lo que le pasó a 2, 1, el líder de los muñecos, y 8, su guardaespaldas, entran al cuarto donde están 9 y 5. 9 les dice que deben salvar a 2, pero 1 lo rechaza, y además acusa a 5 de ponerlos en peligro al ir a salvar a 9. Después de esto llevan a 9 al piso principal de su escondrijo, que parece ser la Catedral de Notre Dame. 1 le cuenta a 9 que cuando todos los demás nacieron, en tiempos de guerra, las máquinas se habían rebelado contra el hombre, y el hombre contra máquina lucharon hasta que la máquina de fabricación fue desactivada, 5 perdió un ojo, 7 se retiró del grupo y los humanos, junto con todas las demás formas de vida, incluyendo a los microbios, finalmente se extinguieron. 9 sigue insistiendo en rescatar a 2 sin éxito alguno. Cuando abandonan el cuarto ven a 6, otro miembro del grupo, que tiene visiones del futuro y el pasado, y puntas de bolígrafo en las yemas de sus dedos, haciendo un dibujo. 9 y 5 se dirigen al campanario, donde 9 le muestra a 5 la fábrica a donde llevaron a 2. 5 es convencido por 9, y toma un mapa y salen a rescatarlo. En el camino pierden el mapa durante una tormenta de arena. Luego de esto, se puede ver a una figura misteriosa tomar el mapa.
Al llegar a la fábrica, encuentran a 2 sano y salvo en una jaula de aves. La bestia gato los encuentra y los acorrala, y al intentar atacarlos rompe la jaula y 2 se libera. Súbitamente la figura misteriosa que había tomado el mapa decapita a la Bestia Gato con un sable. La figura resulta ser 7, el único miembro femenino del grupo, que había estado ausente del resto del grupo por un tiempo. 9 le quita el talismán a la bestia y encuentra una extraña abertura que encaja con el talismán. 9 lo coloca, pero 2 corre rápidamente a retirarlo de la rendija. El talismán destella verde y tres haces de luz verde le succionan el alma a 2 por la boca y ojos, y ésta (su alma) queda atrapada en el talismán. El talismán resulta ser lo que activa a la antes desactivada máquina de fabricación, la cual intenta asesinar a 5, 7 y a 9. El grupo logra escapar de la fábrica, mientras el cadáver de 2 es perdido en la persecución.
7 los lleva a una biblioteca en ruinas, donde encuentran a 3 y a 4, unos muñecos de trapo gemelos que les cuentan visualmente la precuela de la historia. 9 pregunta acerca de los símbolos en el talismán, cosa de la cual 3 y 4 no saben nada. Pero 5 le dice a 9 que 6 sí lo sabe, pues siempre está dibujándolos, y se marchan a la iglesia a charlar con 6. Mientras tanto, la máquina de fabricación crea un horrible monstruo con elementos desperdigados por toda la fábrica.
Cuando los muñecos le preguntan a 6 acerca de los símbolos él dice la frase: «la fuente... regresen a la fuente». 1 escolta a los otros y 9 finalmente lo confronta llamándolo cobarde. Súbitamente, el horrible monstruo recién creado, la Bestia Alada, aparece e incendia la iglesia. Los muñecos salen al aire libre, donde derrotan al monstruo usando una turbina de un viejo avión caído.
Los ocho muñecos se dirigen hacia un nuevo hogar, la vieja biblioteca, mientras un artefacto parecido a un dirigible recupera la cabeza de la bestia alada y se la regresa a la máquina de fabricación, la cual fabrica una nueva creación usando el cadáver de 2: la costurera.
En el nuevo refugio del grupo, una vieja biblioteca, 1 manda a 8 a vigilar afuera. Mientras 8 está distraído, la costurera lo atrapa hipnotizándolo con los ojos del cadáver de 2. 1 se aleja del grupo dado a una discusión, y es atrapado por la costurera. Los demás corren a ayudarlo, y logran rescatarlo, y recuperar el cadáver de 2, pero 7 es secuestrada y es llevada a la fábrica junto con 8. Los muñecos toman el cadáver de 2 y lo ponen en una camilla, y dejan que se lo lleve la corriente del desagüe de la biblioteca. 9 convence al grupo de luchar contra las máquinas.
En las afueras de la fábrica, el grupo se esconde debido a que máquinas parecidas a dirigibles con faroles y arañas robóticas resguardan la fábrica. 9 se mete a la fábrica justo a tiempo para ver como la costurera le entrega a 8 a la máquina de fabricación, y ésta le roba el alma con el talismán. 9 rescata a 7 a tiempo y destruyen a la costurera, pero la máquina de fabricación se da cuenta y se desata la persecución.
Afuera, 5 prende un barril de gasolina y junto con los demás lo ruedan al interior de la fábrica justo cuando 9 y 7 salen. La fábrica explota, y el grupo se pone a festejar y a relajarse, mientras 3 y 4 ponen la canción Over the Rainbow en una vieja reproductora de discos de vinilo. 5 se aleja del grupo y se da cuenta de que la máquina de fabricación sigue activada y que sólo fue arrancada de los soportes que la unían al techo de la fábrica. La máquina atrapa y le roba el alma a 5. El grupo huye a través de un puente colgante, mientras 6 le explica a 9 que no deben destruir la máquina puesto que destruirían las almas de sus amigos atrapadas. La máquina los alcanza, el puente se parte por la mitad y la máquina cae al vacío junto con 6, quien también es asesinado.
A pesar de ello, 1, 7, 3 y 4 deciden destruir las máquinas de fabricación de todas formas, creyendo que las almas no pueden ser salvadas. 9 decide prestar atención a las últimas palabras de 6 y vuelve al laboratorio donde despertó por primera vez y encontró el talismán, determinando que es "la fuente".
De regreso en el laboratorio, 9 encuentra un mensaje holográfico del científico explicando cómo utilizar el talismán, porque los muñecos de trapo fueron creados y contienen partes de su fuerza de vida. Cuando los demás comienzan su ataque a la máquina de fabricación, 9 regresa con un plan para recuperar el talismán de la máquina y utilizarlo para recuperar las almas, con la intención de actuar como carnada para la máquina y sacrificar su alma. 1, sin embargo, en última instancia hace el sacrificio en su lugar, permitiendo a 9 robar de nuevo el talismán y utilizarlo para recuperar las almas de los muñecos de trapo caídos, destruyendo así la máquina de fabricación en el proceso. Después, 9, 7, 3 y 4 establecen un monumento a 1, 2, 5, 6 y 8. 9 abre el talismán y libera las almas, que giran hacia el cielo. Una tormenta comienza con cada gota de agua con una parte del alma de los muñecos de trapo (la aparición de lo que parece ser una bacteria en las gotas de lluvia, lo que implica que los otros muñecos de trapo podrían haber sido reencarnados en bacterias y las bacterias pronto se convertirán en organismos multicelulares), dejando el futuro en manos de 3, 4, 7 y 9 y la chispa de una vida renovada. La película termina con 7 preguntando a 9 que es lo que sigue, y 9 responde que él no está muy seguro, pero también dice que "este mundo es nuestro ahora, es lo que nosotros hacemos de él"

## Personajes

### Muñecos de trapo
- 1 (Christopher Plummer): Es la primera creación del científico. Cobarde, arrogante e irascible, tiene una gran ambición y una fuerte voluntad para mantenerse a sí mismo y a los demás anidados, aunque su arrogancia se contrapone a su gran necesidad de mantener a todos con vida. Es el autoproclamado líder del grupo. No es ni un poco simpático y no tolera la debilidad, pero no fomenta la fuerza o el coraje cuando se usa de una manera con la que él no esté de acuerdo. A pesar de todo y de su forma de actuar, 1 es el gran responsable de que aún estén vivos después de tanto tiempo. Lleva consigo una especie de tendida papal y se refugia en una iglesia bajo la protección de un ángel. Él es el quinto y último en morir, dando su vida para que 9 pudiera robar el talismán, después de repetir una de sus líneas anteriores: "A veces, uno debe ser sacrificado". En este caso esta expresión se refiere a que él es 1 y el debe ser sacrificado.

- 2 (Martin Landau): La segunda creación del científico. Es un inventor anciano con una personalidad cariñosa. Es amable, muy reconfortante y siente un gran afecto hacia el resto del grupo. 2 es una especie de héroe para 5 y es casi una versión más vieja de la personalidad de 9. 2 es el primer personaje que 9 conoce y quien le defiende de la bestia gato. 2 es fácilmente el más inteligente del grupo cuando se trata de herramientas. Es el primero en morir porque, como 1, se sacrifica para salvar a 9.

- 3 y 4: Son gemelos y unos de esos raros casos de gemelos de diferente género, muy eruditos, que vorazmente catalogan todo lo que pueden ver y encontrar, grabando y creando una base de datos del mundo que les rodea y la historia que llevó a su creación. Su personalidad se basa en la timidez, pero cuando no hay peligro, suelen ser muy inquietos e infantiles, volviéndose curiosos y rápidos para aprender. A diferencia de los otros muñecos de trapo, 3 y 4 son mudos, por lo que se comunican entre sí por medio de luces intermitentes emitidas por sus ojos (que también utilizan como proyectores de cine). Los gemelos llevan capuchas azules y son más pequeños que los demás. Ellos, 7 y 9 son los únicos muñecos de trapo cuyas almas no son succionadas.

- 5 (John C. Reilly): Es un ingeniero generoso y fraternal. Es casi como un 2 más joven y tímido, salvo que 2 es más un inventor, mientras que 5 es más un reparador. 5 no tiene mucha de la valentía e independencia de 9, en gran parte, debido a estar bajo la autoridad de 1 por tanto tiempo, pero es capaz de recuperar un poco de esto cuando se hace amigo de 9. 5 es el segundo muñeco de trapo que realmente forma un vínculo con 9, seguido de 2. 5 perdió su ojo izquierdo durante la batalla entre los humanos y las máquinas, cuando una bomba cayó cerca de él y lo hizo elevarse por el aire y caer de cabeza al suelo, pero 2 y 7 lo salvan. 5 carga muchas herramientas cortantes como tijeras, cuchillos, materiales de costura y un arpón. Es el mejor amigo de 9. En algunos puntos de la película, 5 utiliza sus pertenencias para reparar a los miembros del grupo, entre los que están 9 y 7. Él es el tercero en morir porque la bestia lo atrapa sin tener otra escapatoria; 9 intenta ayudarlo pero 1 le dice: No podemos hacer nada. Al final de la película su alma no quiere irse pero 9 le dice que se vaya y que nunca lo olvidará.

- 6 (Crispin Glover): Es presentado como el artista loco; su personalidad es nerviosa y tímida, por lo que no suele hablar con frecuencia, y cuando lo hace parece mostrar un leve tartamudeo, además de ser un poco torpe e inocente (por ejemplo, cuando intenta atrapar una ceniza ardiente, sin darse cuenta de que esto lleva a la destrucción de la misma). 6 es etiquetado como loco por la mayoría del grupo debido a que lo único que hace es pintar el mismo dibujo una y otra vez, hasta que 9 dice reconocer el talismán en los dibujos de 6. En repetidas ocasiones le dice al grupo que regresen a la "fuente" (que pasa a ser el científico), pero los otros se confunden y deciden hacer caso omiso de él. A diferencia de los demás, su tela tiene rayas blancas y negras por todo su cuerpo, posee cabello negro y sucio, tiene un ojo más pequeño que el otro y plumas de escribir de tinta como dedos, con los que suele dibujar en hojas de papeles diferentes. 6 tiene marcas negras por todo su cuerpo como resultado de sus "dedos de pluma" y posee una llave en su cuello. 9 es el único del grupo que le cree a 6 durante toda la película. Él es el cuarto en morir.

- 7 (Jennifer Connelly): Una guerrera valiente y autosuficiente, y la única muñeca femenina del grupo. Lleva el cráneo de un ave como una máscara y usa una lanza de doble filo como un arma. Todo su cuerpo se ha decolorado de tanto explorar el mundo salvaje. Es rebelde, decidida, valiente, fuerte, elegante, de mente estable en medio del peligro, aunque también gentil y protectora, y, posiblemente, se le puede llamar terca. Es presentada como un personaje que se había separado del grupo hace mucho tiempo, probablemente después de estar en desacuerdo con las ideas de 1 de permanecer ocultos. Ella se presenta con una apariencia un poco terrorífica cuando, de forma violenta, decapita a la Bestia Gato. 7 se preocupa mucho por su grupo y realmente nunca se va muy lejos de ellos. Hace muchas "entradas" heroicas con el fin de proteger a los demás de las máquinas. 9 admira a 7, y se puede percibir una atracción que se da a entender muy sutilmente. Ella, junto con 3, 4 y 9 es una de los únicos muñecos de trapo restantes al final de la película.

- 8 (Fred Tatasciore): Es grande, fuerte y un guardaespaldas leal a 1. No es exactamente inteligente, ya que según 1 es un iletrado y algo bruto, pero ofrece mucha protección al grupo, y es valiente a la hora de luchar. Posee una voz gruesa, aunque no habla mucho y es un poco "bravucón". Es el único que desprecia a 6 por sus ideas inusuales, por lo que lo maltrata continuamente. 8 lleva un cuchillo de carnicero y una tijera, que carga utilizando un imán, el cual usa para, aparentemente, "drogarse"; pero también se puede tomarse como la búsqueda del placer, dado que en la película no se muestran momentos de relajación y no se ve que 8 pierda la conciencia, solo que sus ojos pierdan el foco por un momento. Todo esto sucede justo antes de ser capturado por la máquina costurera. Él es el segundo en morir.

- 9 (Elijah Wood): La última creación del científico y el protagonista principal de la película. 9 no tiene el desgaste de los demás y, de acuerdo con 2, es el muñeco de trapo de más alta calidad. Tiene manos de madera tallada y cobre moldeado mientras que los otros parecen tener piezas de chatarra y van variando según cada uno. 9 despierta muy confundido e inocente, sin poder hablar y bastante débil, e incluso siente curiosidad al observar su propia mano. 9 es impulsado por su curiosidad y valentía a lo largo de la historia, lo que le ayuda a superar las decisiones destructivas de 1 y las máquinas. Discute mucho con 1, porque no lo considera un líder nato, ya que piensa que sus acciones de ocultarse y "proteger a su grupo" no son más que actos de cobardía. 9 gana la fiel confianza de la mayoría del grupo con facilidad. Es absolutamente valiente, desinteresado, modesto y totalmente dispuesto a dar su propia vida en el lugar de otra persona. La curiosidad de 9 en un principio lo lleva a desatar el caos, cuando accidentalmente despierta la máquina de fabricación, que roba las almas de los muñecos de trapo. Él es uno de los cuatro muñecos de trapo que sobreviven al final de la película, junto con 3, 4 y 7.

### Humanos
- Julis Bengeron (El científico) (Alan Oppenheimer): Creador de B.R.A.I.N. y de los nueve muñecos.

- El canciller

- Los soldados humanos

### Máquinas
- La máquina de fabricación (o sencillamente "La Máquina", como es llamada en la película): Es la máquina líder y el villano de la película. Cuando es desactivada crea a la Bestia Gato para buscar el talismán y activarlo otra vez. Cuando esto ocurre, construye nuevas máquinas para destruir a 9 y a los demás muñecos para que el mundo sea completamente de las máquinas. Asesinó a 2, 8, 5, 6 y a 1 atrapando sus almas.
- La Bestia Gato: es una creación de la máquina de fabricación cuya misión es buscar el talismán de almas para volver a activar a la máquina de fabricación. En su torso contiene un pedazo de ducha que funciona como altavoz, similar al de las máquinas de vigilancia.
- La Bestia Alada: es un monstruo parecido a un águila creado para capturar a los muñecos y llevarlos a la fábrica para arrebatarles sus almas. Es destruido por la hélice de un avión estrellado en la catedral. Tiene en su cola una aguja retráctil que funciona como gancho.
- La costurera: al igual que la Bestia Alada, tiene por misión capturar a 9 y los demás. Cose a los muñecos después de hipnotizarlos. Logra secuestrar a 8 y 7, y también intenta capturar a 1, pero éste es liberado por 9. Su visión está algo afectada porque 5 rompió el cristal de su ojo. Es destruida con engranajes por 9, quien logra engañarla con un muñeco falso en la fábrica. Se basa en un conjunto de poleas en su torso que funcionan como músculos.
- Máquinas de vigilancia: son máquinas parecidas a dirigibles. Sirven para alertar a la máquina de fabricación acerca de dónde están 9 y sus amigos.
- Máquinas de guerra: son máquinas que la máquina de fabricación construye bajo órdenes del canciller, las cuales llevan una Ametralladora Vickers y bombas de gas. Son ligeras, bípedas y rápidas. Una de estas provoca la pérdida del ojo de 5.

## Reparto
| Personaje  | Actor original      | Actor de doblaje (primer doblaje) | Actor de doblaje (segundo doblaje) | Actor de doblaje    |
| ---------- | ------------------- | --------------------------------- | ---------------------------------- | ------------------- |
| 1 (Uno)    | Christopher Plummer | Rogelio Guerra                    | José Lavat                         | Joaquín Díaz        |
| 2 (Dos)    | Martin Landau       | José Lavat                        | Gabriel Pingarrón                  | Claudi García       |
| 5 (Cinco)  | John C. Reilly      | Mario Filio                       | René García                        | Rafael Calvo        |
| 6 (Seis)   | Crispin Glover      | Mario Castañeda                   | ¿?                                 | José Javier Serrano |
| 7 (Siete)  | Jennifer Connelly   | Cynthia de Pando                  | Denice Cobayassi                   | Nuria Mediavilla    |
| 8 (Ocho)   | Fred Tatasciore     | Juan Carlos Tinoco                | Dan Osorio                         | Domenech Farell     |
| 9 (Nueve)  | Elijah Wood         | Adrián Fogarty                    | Javier Olguín                      | Claudi Domingo      |
| Científico | Alan Oppenheimer    | Carlos Águila                     | Blas García                        | Eduardo Muntada     |